# Bombus auricomus
Espèce
Statut de conservation UICN

 LC  : Préoccupation mineure

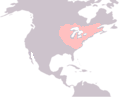
Répartition des Bombus auricomus

Bombus auricomus, également connu sous le nom de bourdon à tache rousse, a comme caractère distinctif la première moitié de son abdomen de couleur rouille bordée de jaune. Comme la plupart des espèces de bourdons, le bourdon à tache rousse a un cycle de vie annuel. C'est une espèce du sous-genre Bombias.
Plusieurs choses ont conduit à la diminution des espèces, comme la destruction des habitats ou encore l'utilisation des pesticides. 
Historiquement, le bourdon à tache rousse est commun du sud de l'Ontario à  l'est du Québec au sud de la Géorgie à l'ouest du Dakota du Nord.
Le bourdon à tache rousse était l'une des espèces les plus communes de bourdons dans le sud de l'Ontario jusqu'à la fin des années 1980. Depuis, l'espèce a connu un déclin et il est maintenant très rare dans cette partie de sa répartition historique.